# Pfeiffer & May
Pfeiffer & May SE ist ein Großhandelsunternehmen mit Sitz in Karlsruhe, das sich auf den Vertrieb von Sanitärprodukten und Gebäudeheizungen spezialisiert hat.

## Geschichte
Das Unternehmen wurde 1906 als Eisenwarenhandlung Klein & Kullmann durch Hermann Klein und Ludwig Kullmann in Karlsruhe gegründet. Anfang des Jahres 1938 begannen die Juden Klein und Kullmann mit Verhandlungen über den Verkauf ihres Unternehmens. Als Interessenten boten sich Eugen Pfeiffer und Adolf May, der damalige Leiter der Firmenbuchhaltung, an. Während Hermann Klein noch im September in das heutige Israel auswanderte, wurde Ludwig Kullmann während der Novemberpogrome 1938 verhaftet und in das KZ Dachau verbracht. Er kam nach drei Monaten frei und folgte Klein in die Region Palästina. Das Unternehmen wurde nach der Übernahme in Pfeiffer & May umbenannt.
Im Jahr 1940 eröffneten Pfeiffer und May eine Niederlassung in Straßburg. Obgleich diese Filiale nach dem Kriege wegfiel, konnte das Verkaufsgebiet schon in den frühen 1950er Jahren auf die gesamte Region zwischen Vorderpfalz und südlichem Schwarzwald ausgedehnt werden.
1975 schloss sich Pfeiffer & May mit weiteren Partnern zu einer bundesweiten Kooperation zusammen: die GC-Sanitär- und Heizungs-Handels-Kontor GmbH, kurz GC-Gruppe. Zur Gruppe gehören neben Pfeiffer & May die Unternehmen Gienger München, Cordes & Graefe Bremen und Gienger GmbH Stuttgart. Im Jahr 2007 trennte sich die Pfeiffer & May Gruppe von diesem Einkaufsverbund.
Im Jahr 1998 übernahm man die Link KG. Zehn Jahre später erwarb Pfeiffer & May die Löffelhardt-Häuser und nahm damit Fliesen und Natursteine neu in ihr Portfolio auf. Ende 2015 erweiterte sich die P&M Gruppe um weitere fünf Niederlassungen des Sanitär- und Heizungsfachgroßhandels Walter Linss in den Gebieten um Kassel, Künzell, Erfurt, Malsfeld, Schwabhausen und Heiligenstadt.